# Roser de flor petita
El roser de flor petita (Rosa micrantha) és un arbust de la família de les rosàcies, també conegut com a gavarrera de flor petita, roser boscà, roser de guilla o roser de marge. A Catalunya el podem trobar gairebé a la totalitat del territori en zones de bardisses i alzinars.
És un arbust que pot arribar a fer fins a 3 metres d'alçada amb branques plenes d'agullons corbats i desiguals. Les fulles són compostes amb 5-7 folíols, d'1,5 a 4 cm de llargada i doblement dentats.
La floració té lloc entre els mesos de maig i juliol. Les flors mesuren entre 2,5 i 5 cm. i de color rosat.
Els fruits són d'aproximadament d'1 cm. i de color vermell.